# Буотанкага
Буотанкага (также Буотангкага) — река в России, на полуострове Таймыр, левый приток Верхней Таймыры. Протекает в ненаселённой местности Таймырского Долгано-Ненецкого района Красноярского края. Длина реки 101 км, площадь бассейна 1130 км².
Река вытекает из озёр Лютых на Главной гряде гор Бырранга, на высоте 272 м над уровнем моря. Преимущественно течёт на юг и юго-восток, сначала по горной, затем по арктической тундре в зоне сплошного распространения вечной мерзлоты. В верховьях принимает сток из озёр Бирюзовых. В низовьях поворачивает на восток, на берегах озёрно-болотный ландшафт. Впадает в Верхнюю Таймыру по левому берегу на отметке около 5,5 м над уровнем моря, выше впадения Фадьюкуды, в 147 км от устья Верхней Таймыры. Ширина перед устьем составляет 50 м при глубине 0,5 м, скорость течения в низовьях — 0,8 м/с. 
Основной приток — река Студёная (левый) длиной 25 км.

## Данные водного реестра
По данным государственного водного реестра России и геоинформационной системы водохозяйственного районирования территории РФ, подготовленной Федеральным агентством водных ресурсов:
- Бассейновый округ — Енисейский
- Речной бассейн — Нижняя Таймыра
- Речной подбассейн — нет
- Водохозяйственный участок — Нижняя Таймыра (включая озеро Таймыр) и другие реки бассейна Карского моря от западной границы бассейна реки Каменная до мыса Прончищева
- Код водного объекта — 17030000112116100148009